# Henrik Aarrestad Uldalen
Henrik Aarestad Uldalen (* 1986 Jižní Korea) je norský malíř původem z Jižní Koreje.

## Život
Uldalen se narodil v roce 1986 v Jižní Koreji, avšak ve svých pěti měsících byl adoptován do Norska, kde vyrůstal ve městě Asker. O malování se zajímal již odmala, avšak nikdy nedosáhl žádného formálního výtvarného vzdělání. Zlom nastal během jeho studií, po nichž se měl stát učitelem na základní škole, kdy v 19 letech objevil olejové barvy. Během tohoto období se také seznámil s Mortenem Thyholtem a Trygvem Åsheimem, kteří mu podle vlastních slov poskytli „vzdělání stejně dobré jako kterákoliv jiná umělecká škola“.
V lednu 2014 založil instagramovou platformu Paintguide, která slouží jako místo k prezentaci uměleckých děl. Do projektu se zapojilo více než 60 umělců z celého světa.

## Styl
Ve svých obrazech používá výhradně olejové barvy, přesněji techniku alla prima. Soustředí se převážně na figurální malbu, tj. malbu zaměřenou na zobrazení (lidské) figury, založenou na „abstraktních idejí existencialismu a nihilismu, a na osamocení a necitlivosti“. Jeho práce je popisována jako fotosurrealismus.